# Verhni Vorota, Voloveț
Verhni Vorota (în ucraineană Верхні Ворота) este o comună în raionul Voloveț, regiunea Transcarpatia, Ucraina, formată numai din satul de reședință.

## Demografie
Componența lingvistică a comunei Verhni Vorota
     Ucraineană (99,69%)
     Alte limbi (0,31%)
Conform recensământului din 2001, majoritatea populației comunei Verhni Vorota era vorbitoare de ucraineană (99,69%), existând în minoritate și vorbitori de alte limbi.